# 2013년 보홀 지진

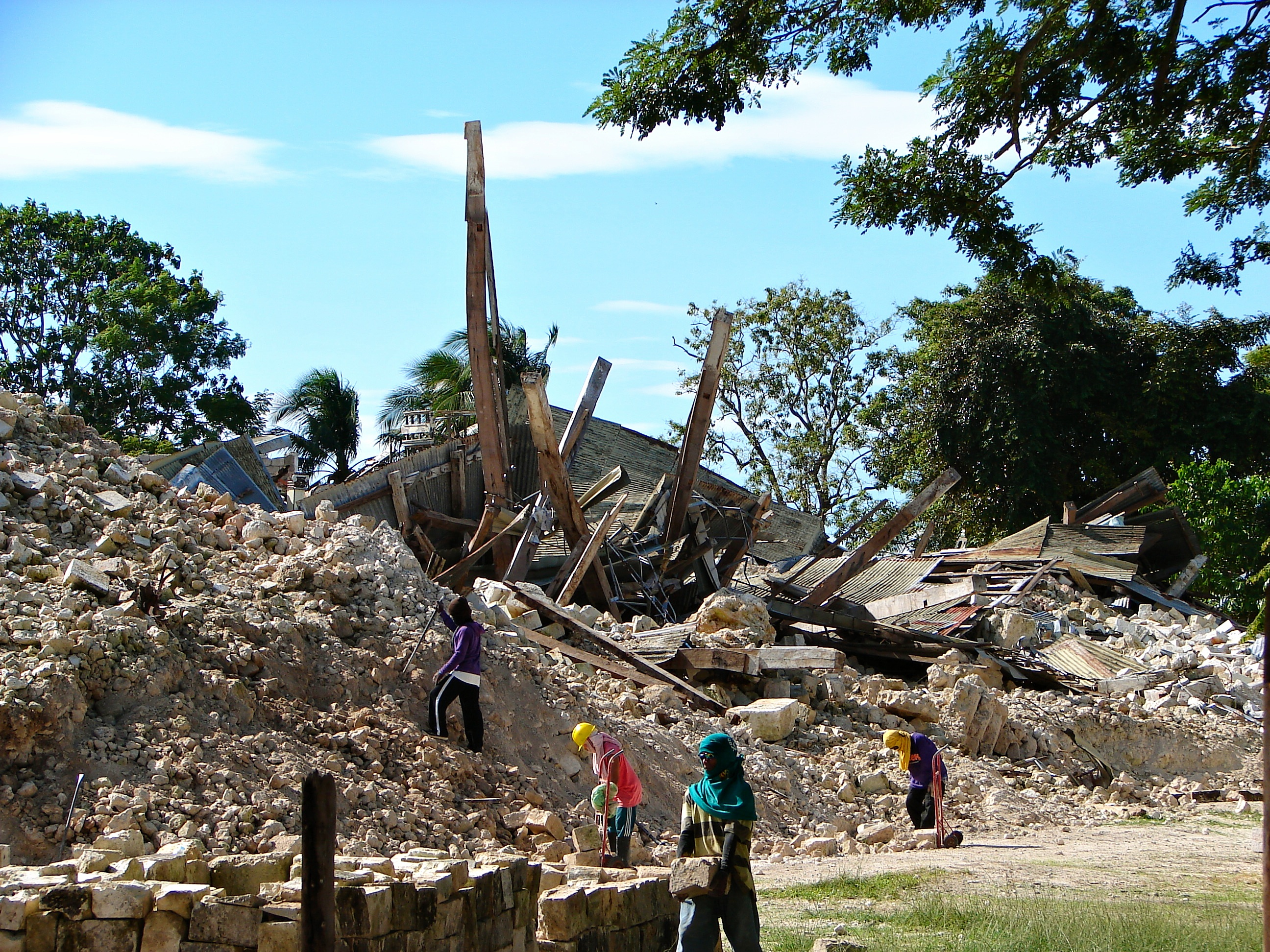

2013년 보홀주 지진은 2013년 10월 15일 오전 8시 12분(PST) 필리핀 보홀주에서 발생한 지진이다.